# Margarida d'Hongria
|  | No s'ha de confondre amb Margarida d'Hongria (emperadriu romana d'Orient). |

Margarida d'Hongria (Castell de Klis, Croàcia, 27 de gener de 1242 – Convent de la Mare de Déu, Nyulak szigete (actual Illa de Margarida, Budapest, 18 de gener de 1271) va ser una princesa d'Hongria, monja, avui venerada com a santa per l'Església catòlica.

## Vida
Va néixer al castell de Klis, com a vuitena i última filla (novena de deu nens) de Bela IV d'Hongria i Maria Lascaris. Era neboda de santa Elisabet d'Hongria i germana petita de santa Kinga de Polònia i la beata Violant.
Quan va néixer, els seus pares eren exiliats a Croàcia durant la invasió mongola d'Hongria (1241–1242): els seus pares van fer el vot que si Hongria era alliberada dels mongols, consagrarien la nova filla a la vida religiosa. Per això, només amb quatre anys, Margarida va ingressar a les monges dominiques, al convent de Veszprém, en 1245.
Sis anys després, va anar al convent de la Mare de Déu que els seus pares havien fundat a la Nyulak Szigete (Illa dels Conills), prop de Buda (avui, Illa de Margarida i part de Budapest) Hi passà la resta de la seva vida com a monja, malgrat els intents del seu pare d'acordar un matrimoni amb el rei Ottokar II de Bohèmia. Quan va fer els divuit anys, va fer els vots solemnes i va confirmar la seva opció. Va dur una vida molt austera amb grans penitències que feia voluntàriament.
La seva vida es troba narrada a la Llegenda de Santa Margarida, escrita cap al segle xiv en llatí i traduïda a l'hongarès al segle xv.

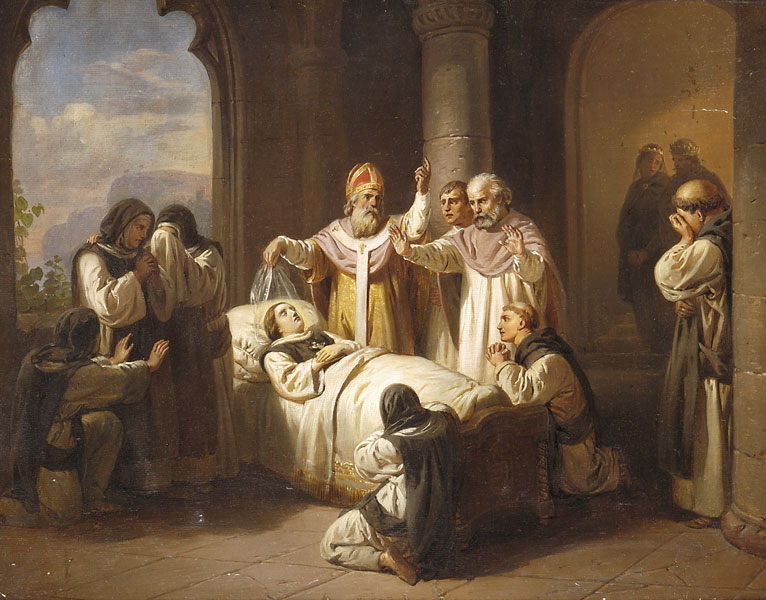
Mort de la santa, per Joszéf Molnár, 1857
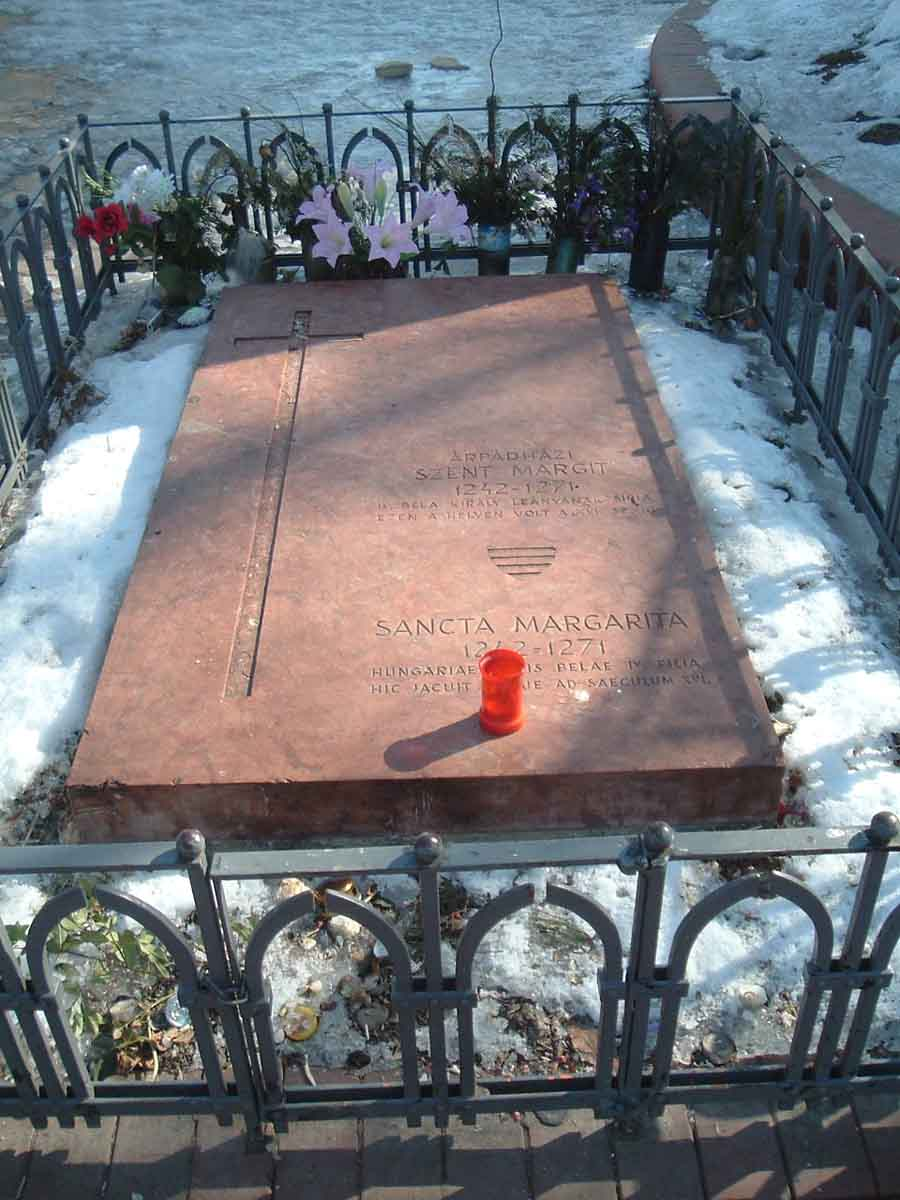
Antiga tomba de la santa a l'illa de Margarida, on hi havia el convent
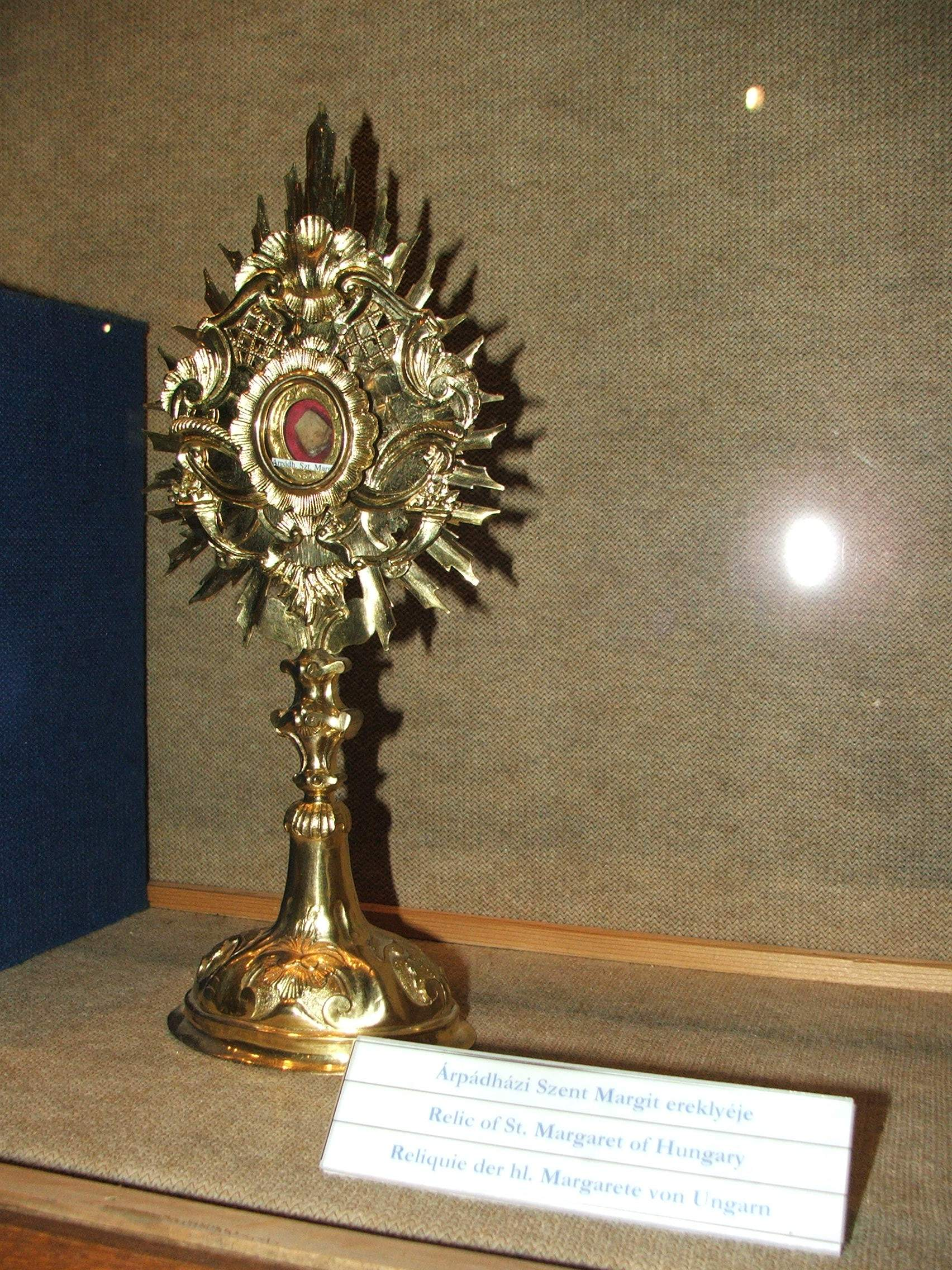
Relíquia a Esztergom

## Veneració
Va ser venerada com a santa ja mentre vivia i va morir en olor de santedat. Només morir, va iniciar-se el procés per a la seva canonització, a instància del seu germà Esteve V d'Hongria. La recerca de proves tingué lloc entre 1271 i 1276, però el procés no acabà, tot i que van recollir-se testimonis de 74 miracles (la majoria guaricions i resurreccions). Nous intents de reprendre el procés van tenir lloc en 1640 i 1770. Finalment, Pius XII la canonitzà el 19 de novembre de 1943, el dia de la festa de la seva tia Elisabet d'Hongria.
La seva festivitat és el dia de la seva mort, el 18 de gener.
Quan el monestir on havia estat sebollida va ser suprimit en 1782, les restes van anar al convent de clarisses de Pozsony (avui Bratislava) i de Buda. Part de les relíquies van ser destruïdes en 1789, però d'altres es conserven a Esztergom, Győr i Pannonhalma.